# Самошина, Ольга Борисовна
Ольга Борисовна Самошина (род. 7 июля 1960 года, Ленинград) — советская и российская актриса театра, кино и телевидения. Лауреат высшей театральной премии Санкт-Петербурга «Золотой софит» за роль влюблённой галантерейщицы Тойбеле в спектакле «Тойбеле и её демон» по пьесе Исаака Зингера (1995). Заслуженная артистка России (1999).

## Биография
Родилась 7 июля 1960 года в Ленинграде. Её мать — Майя Забулис, известная артистка, служила в Ленконцерте. Отец — Борис Самошин — играл в театре. В 1981 году окончила Ленинградский институт театра, музыки и кинематографии (курс Рубена Сергеевича Агамирзяна). По окончании института была приглашена в Театр имени Комиссаржевской, где играла 10 лет. В Театре на Литейном с 1991 года.
На экране с 1976 года. Первой значительной ролью стал образ Доры-бульдозер в 1985 году в шестисерийном телефильме Семёна Арановича «Противостояние». Сыграла свыше семи десятков ролей в кино и телесериалах.

## Фильмография
- 2022 — Шифр-3 — Мария Ивановна, бухгалтер
- 2022 — Камея из Ватикана — Батюшкова
- 2021 — Самка богомола — эпизод
- 2019 — Тайны следствия-19 — Любовь Васильевна, мать Валентина (нет в титрах)
- 2019 — Звёзды и лисы — Вера Константиновна, двоюродная сестра Натальи
- 2017 — Лабиринты — Елена Витольдовна, приятельница Надежды, служащая опеки
- 2016 — Ёлки 5 — мама Жени
- 2015 — Чудны дела твои, Господи! — Анна Львовна
- 2015 — Фантазия белых ночей — Валентина Ивановна, костюмер
- 2015 — Улицы разбитых фонарей-15 — Пименова, бухгалтер
- 2015 — Великая — Мария Симоновна Чоглокова, обер-гофмейстерина
- 2014 — Хроника гнусных времен — Александра Тихоновна, сестра Агриппины
- 2014 — Дурак — Никитина, мать Димы
- 2012 — Поклонница — жена Лейкина
- 2010 — Семейный дом — тётка Сережи (главная роль)
- 2010 — Капитан Гордеев — Маргарита Матвеевна Таирова, жена мэра
- 2009 — Катерина. Возвращение любви — Мила, повариха у Одинцовых
- 2009 — Каникулы строгого режима — Мальвина Малыгина, повариха
- 2009 — Журов — нянька
- 2008 — Не думай про белых обезьян — главврач психбольницы (нет в титрах)
- 2008 — Куклы колдуна — Илона Витальевна, соседка колдуна
- 2007 — Пером и шпагой — императрица Елизавета Петровна
- 2007 — Любовь под надзором — Мария Сергеевна, медсестра
- 2007 — Диверсант. Конец войны — Римма Ивановна, заведующая мастерской
- 2006 — Простые вещи — Марина, жена послеоперационного больного
- 2006 — Мечта — мама Лены
- 2006 — Гадкие лебеди — Людмила
- 2005 — 2006 — Лабиринты разума
- 2005 — Пари — Марго Сонина, актриса
- 2005 — Алька — Вера Георгиевна Смирнова, мать Альки
- 2005 — Garpastum — тётя
- 2004 — Лопухи — Ольга
- 2003 — Не ссорьтесь, девочки! — Лосева
- 2003 — Женский роман — директор
- 2002 — Убойная сила-4 — жена Шишкина
- 2002 — Ниро Вульф и Арчи Гудвин — Фрида
- 2002 — Не делайте бисквиты в плохом настроении — библиотекарь, подруга Регины Морской
- 2002 — Агентство «Золотая пуля» — продавщица на рынке
- 2001 — 2004 — Чёрный ворон — Клава, домработница Захаржевских (главная роль)
- 2001 — Тайны следствия-1 — Фрида, экстрасенс
- 2001 — Ключи от смерти — Люся-Катафалк
- 2000 — Империя под ударом — Мария Максимовская, кассир
- 2000 — Агент национальной безопасности-2 — начальник отдела кадров НИИ
- 1998 — Хрусталёв, машину! — влюбленная учительница
- 1998 — Улицы разбитых фонарей-1 — аферистка, спекулянтка коньяком
- 1998 — Перекресток (Беларусь) — Наташа
- 1998 — Особенности национальной рыбалки — дама в сарайчике
- 1996 — Принципиальный и жалостливый взгляд — Галя
- 1996 — Наследник (США)
- 1995 — Роберт и Клара (Франция)
- 1995 — Полночь в Санкт-Петербурге (Великобритания, Канада, Россия) — Грета, сотрудница агентства (в титрах Ольга Анохина)
- 1996 — Зимняя вишня (сериал) — Марина, приятельница Вадима
- 1994 — Последнее дело Варёного — истеричка в поезде
- 1994 — Любовь, предвестие печали — Людмила, лучшая подруга Анны
- 1993 — Разборчивый жених — Лидия Петровна
- 1993 — Проклятие Дюран — эпизод
- 1993 — Жизнь с идиотом — приятельница
- 1992 — Рэкет — Анна Борисовна Матросова, заведующая в универмаге
- 1992 — Дымъ — певица, гостья Ратмировых
- 1991 — Человек со свалки — Сима
- 1991 — Арифметика убийства — Марина Климова, соседка по коммуналке
- 1990 — Панцирь — Люба, жена Яши
- 1990 — Лифт для промежуточного человека — Гнездовая-Ерузельская
- 1989 — Посвященный — Света
- 1988 — Хлеб — имя существительное — Пелагея Савкина
- 1988 — Крик о помощи — Марина
- 1987 — Мисс миллионерша — подруга Нины
- 1986 — 1988 — Жизнь Клима Самгина — «помогающая по быту» учителю Томилину
- 1986 — Фуэте — Ольга «Крошка», экономка Князевой
- 1986 — Левша — придворная дама
- 1986 — Исключения без правил (киноальманах) — Луиза, иностранка-экскурсант (главная роль)
- 1985 — Противостояние — Дора Сергеевна Кобозева, подруга Гончакова
- 1985 — Порох — эпизод
- 1976 — Труффальдино из Бергамо — актриса в прологе (нет в титрах)

## Критика
- Карина Добротворская: «Ольга Самошина, играющая Тойбеле, получила драматургический материал, подходящий и её мощному темпераменту и её главной теме — невостребованной женственности. Эта роль требует немалого такта. Самошина одновременно чувственна и чиста в роли женщины, сила страсти которой способна вызывать духов. Но она снимает со своей героини вину за её трагическую слепоту, тем самым переводя интеллектуальную трагедию в жанр мелодрамы, разыгранной по законам психологического театра»[4].

- Лена Вестергольм: «Всё, что связано с ней, источает любовь. Можно наиграть ненависть, раздражение, но сымитировать на сцене любовь — нельзя. После Татьяны Дорониной Ольга Самошина заняла в петербургском пространстве её место. То есть не лично её. Но равное, соизмеримое по масштабам дарования, силе эмоциональных реакций, сходству натур их героинь»[5].

## Семья
- Муж — актёр Константин Владимирович Воробьёв
  - Дочь — Полина Воробьёва (род. 26 августа 1988 года), актриса Санкт-Петербургского театра «Мастерская» под руководством Григория Козлова.